# Любка (список таксонов)

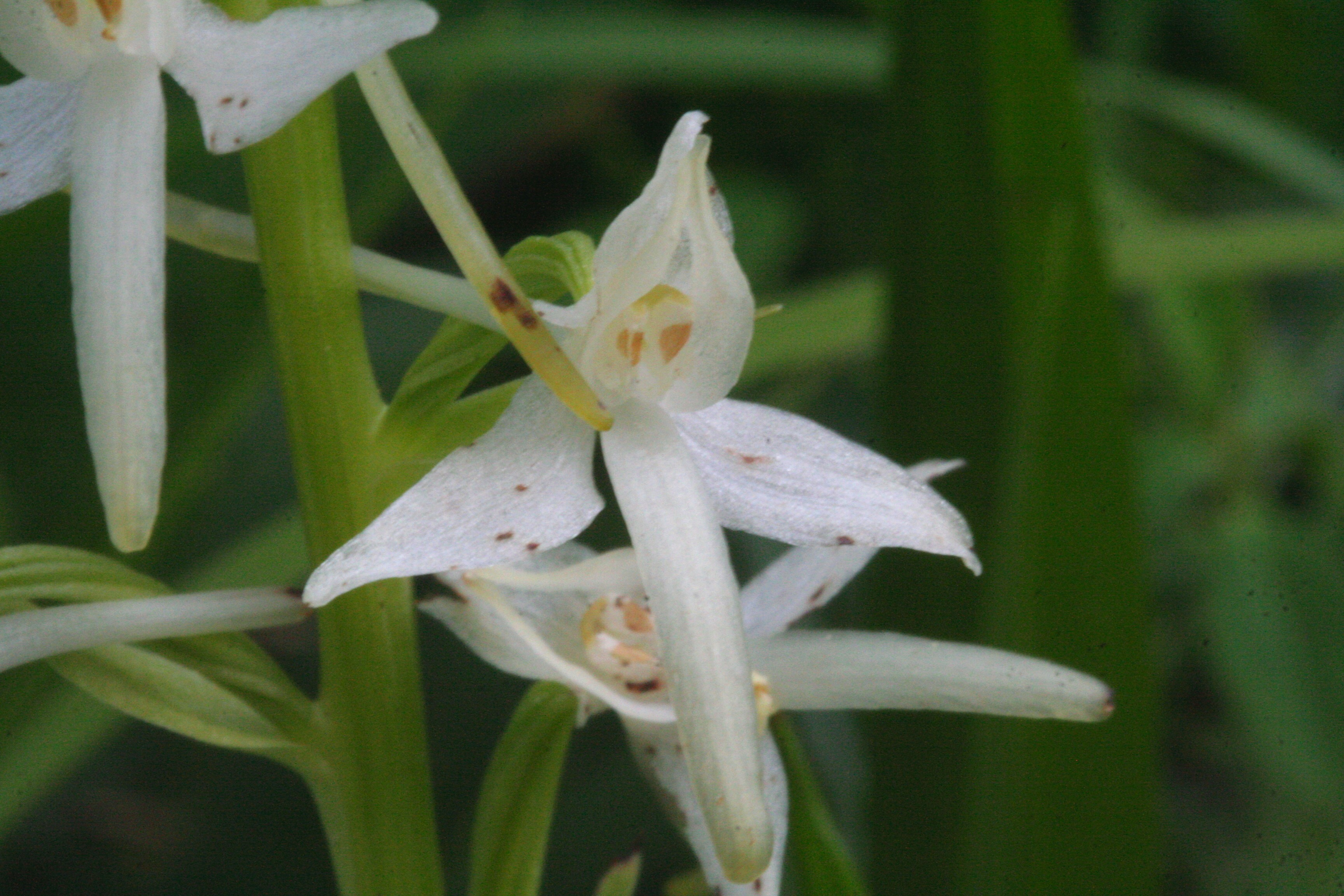
Цветок любки

Лю́бка (от рус. любить, любимая) — научное название таксона (как рода, так и вида), а также обиходное народное или местное диалектное название для нескольких растений, во многих случаев не связанных между собой.
За исключением собственно любки, удержавшей за собой именно такое научное название, любками, прежде всего, в Малороссии, называли целый ряд красивоцветущих полевых орхидей (ятрышники), зачастую схожих между собой по внешнему облику. Они и составляют основную группу «любок». Остальные растения под таким же обиходным названием не обнаруживают между собой столь очевидной связи: этимологической или ботанической.

## Основные таксоны
- Любка, Любка двулистная или перелой (лат. Platanthera bifolia)[1] — научное название рода орхидей (лат. Platanthera) и, одновременно, народное название одного из самых известных видов этого рода (так называемой ночной фиалки),[2]  имеющей сильный запах и стойкую репутацию приворотного зелья.[3]
- Любка или дремлик (лат. Anacamptis morio, ранее лат. Orchis moris, устар.)[1] — одно из народных названий Ятрышника дремлика, многолетнего травянистого растения из семейства Орхидные с сиреневыми, лиловыми или розовыми кистями цветов.
- Любка или дремлик тёмно-красный (лат. Epipactis atrorubens)[4] — одно из народных названий Дремлика тёмно-красного, ещё одной многолетней травянистой орхидеи с красноватыми, иногда желтоватыми цветами.
- Любка или певник болотный (лат. Orchis militaris)[5] — ещё один вид ятрышника, дикорастущей луговой орхидеи с более светлыми розоватыми или розовато-фиолетовыми цветами.
- Любка или кукушкины слёзки (лат. Dactylorhiza incarnata, ранее лат. Orchis latifolia)[6] — ещё один вид дикорастущей луговой орхидеи, прежде относимой к роду ятрышник, цветущей густыми колосками пурпурных, лилово-розовых или тёмно-красных цветов.
- Любка или неотинея обожжённая (лат. Neotinea ustulata, ранее лат. Orchis ustulata)[7] — ещё один вид ятрышника, позднее перенесённый в род Неотинея, растущая в горных районах Кавказа, Южного Урала и Карпат орхидея с красновато-коричневыми цветами с сильным медовым ароматом.
- Любка, репешки или польский репей (лат. Xanthium spinosum)[8] — одно из местных обиходных названий дурнишника колючего,[9] сорного колючего однолетнего растения из семейства Астровые (лат. Asteraceae).
- Любка, колюшка или синий будяк (лат. Eryngium planum) — одно из местных обиходных названий синеголовника плосколистного,[10] растущего по сухим полянам многолетнего колючего травянистого растения из семейства Сельдирейные (лат. Apiaceae).
- Любка, чёртов корень или болтовник (лат. Succisa pratensis) — одно из местных обиходных названий сивца лугового,[11] распространённого и заметного полевого цветка из семейства Жимолостные (лат. Caprifoliaceae).
- Любка,[12] бабки или божьи ручки (лат. Betonica vulgaris) — одно из диалектных названий буквицы обыкновенной,[13] красивоцветущего лекарственного растения из семейства яснотковые или губоцветные (лат. Lamiaceae).
- Любка или волчий перец (лат. Daphne mezereum) — одно из местных обиходных названий волчеягодника обыкновенного,[14]:166 сильно ядовитого листопадного кустарника из семейства Волчниковые (лат. Thymelaeaceae) с красивыми розовыми цветами и гроздьями ярких красных ягод.

## Галерея любок

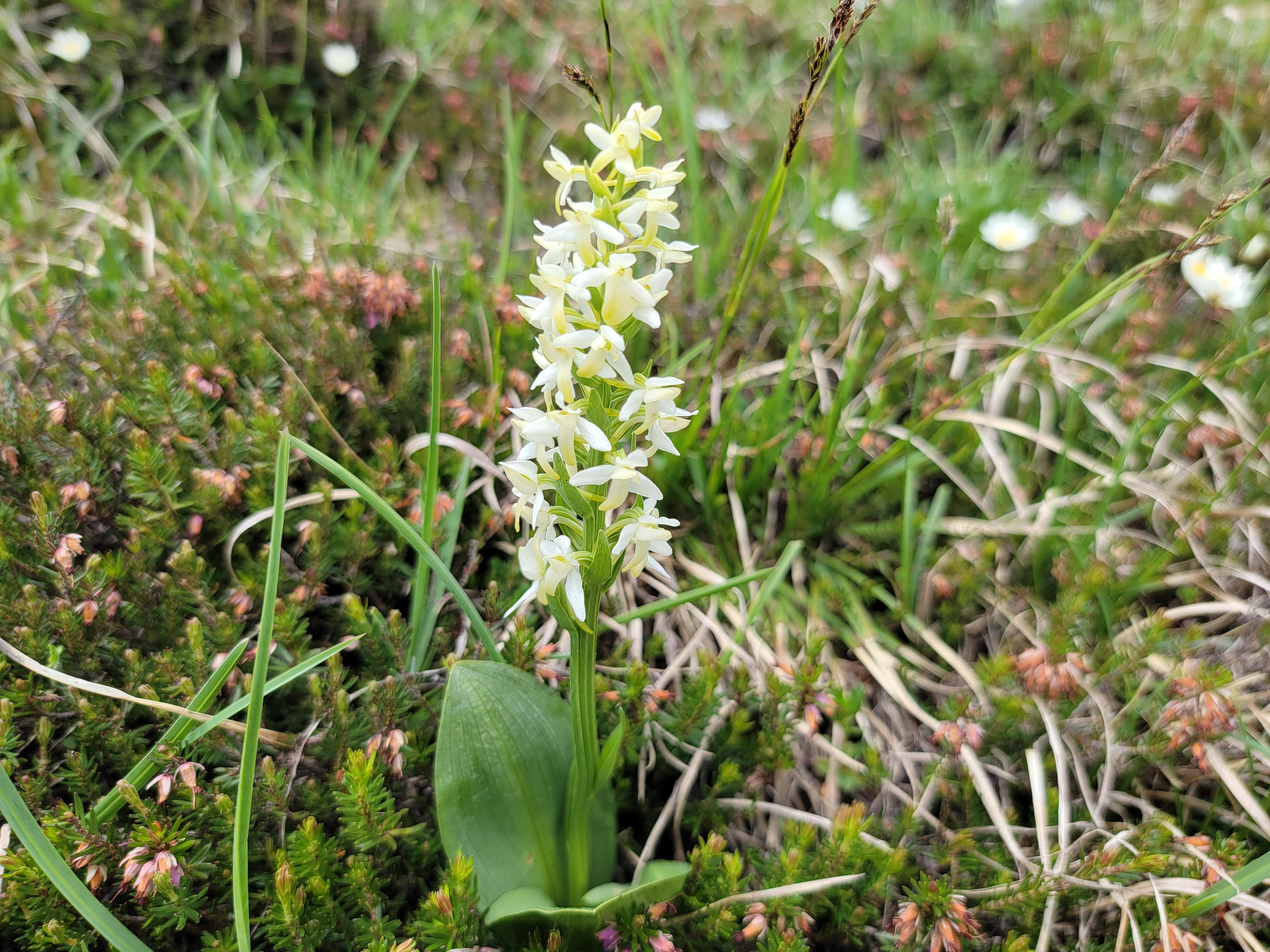
Любка двулистная (Platanthera bifolia)
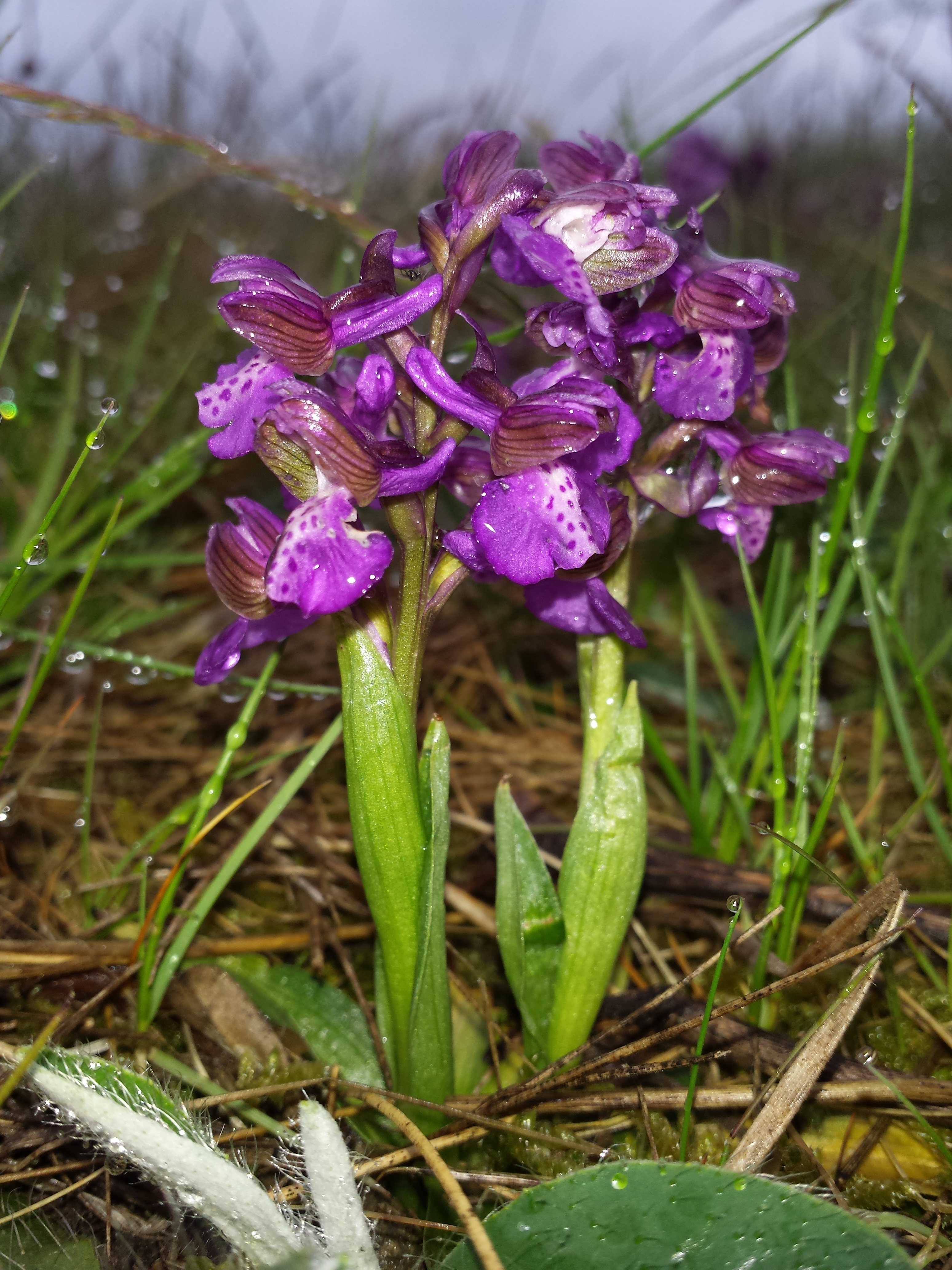
Ятрышник дремлик (Anacamptis morio)
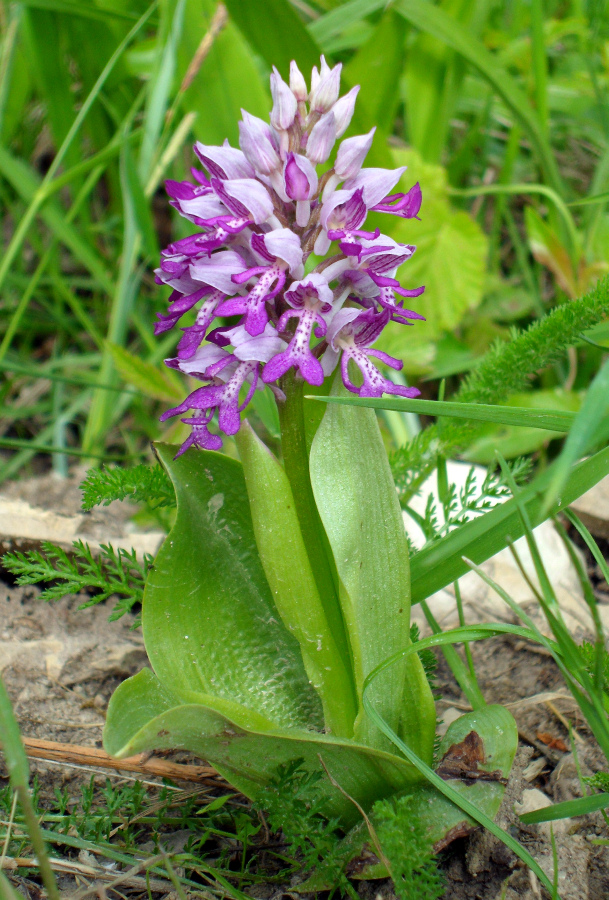
Ятрышник шлемоносный (Orchis militaris)
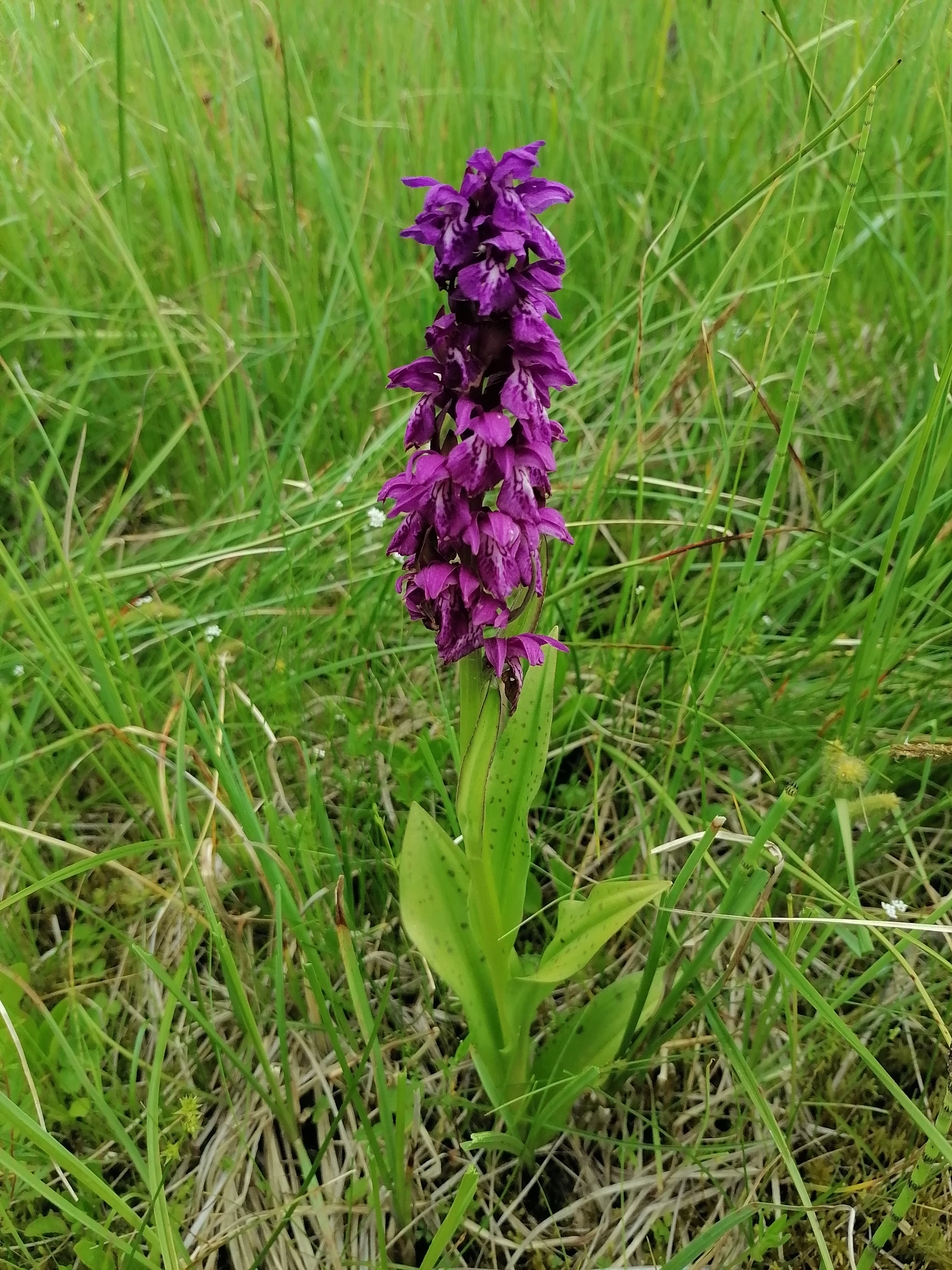
Ятрышник широколистный (Orchis latifolia)
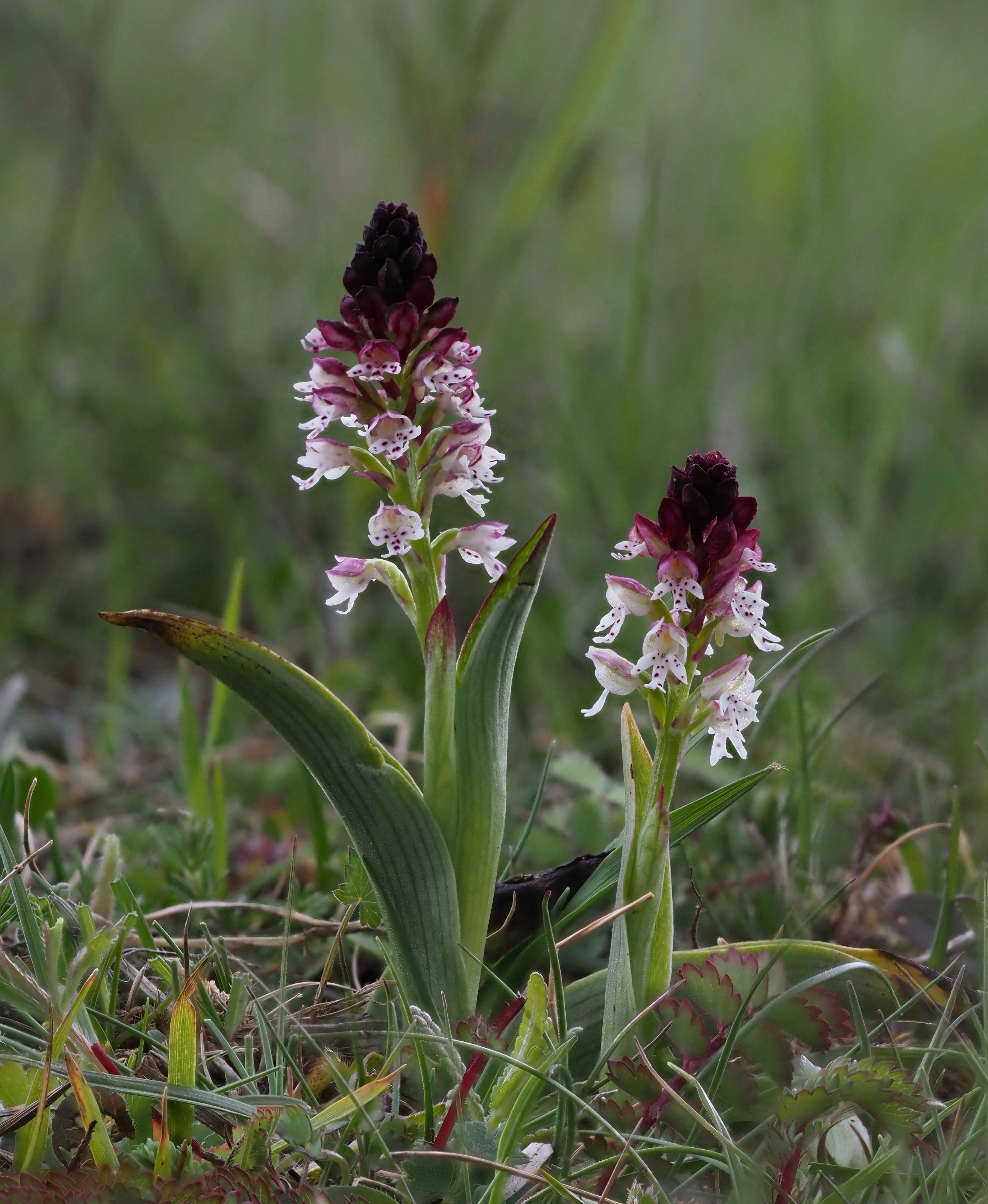
Ятрышник обожжённый (Orchis ustulata)
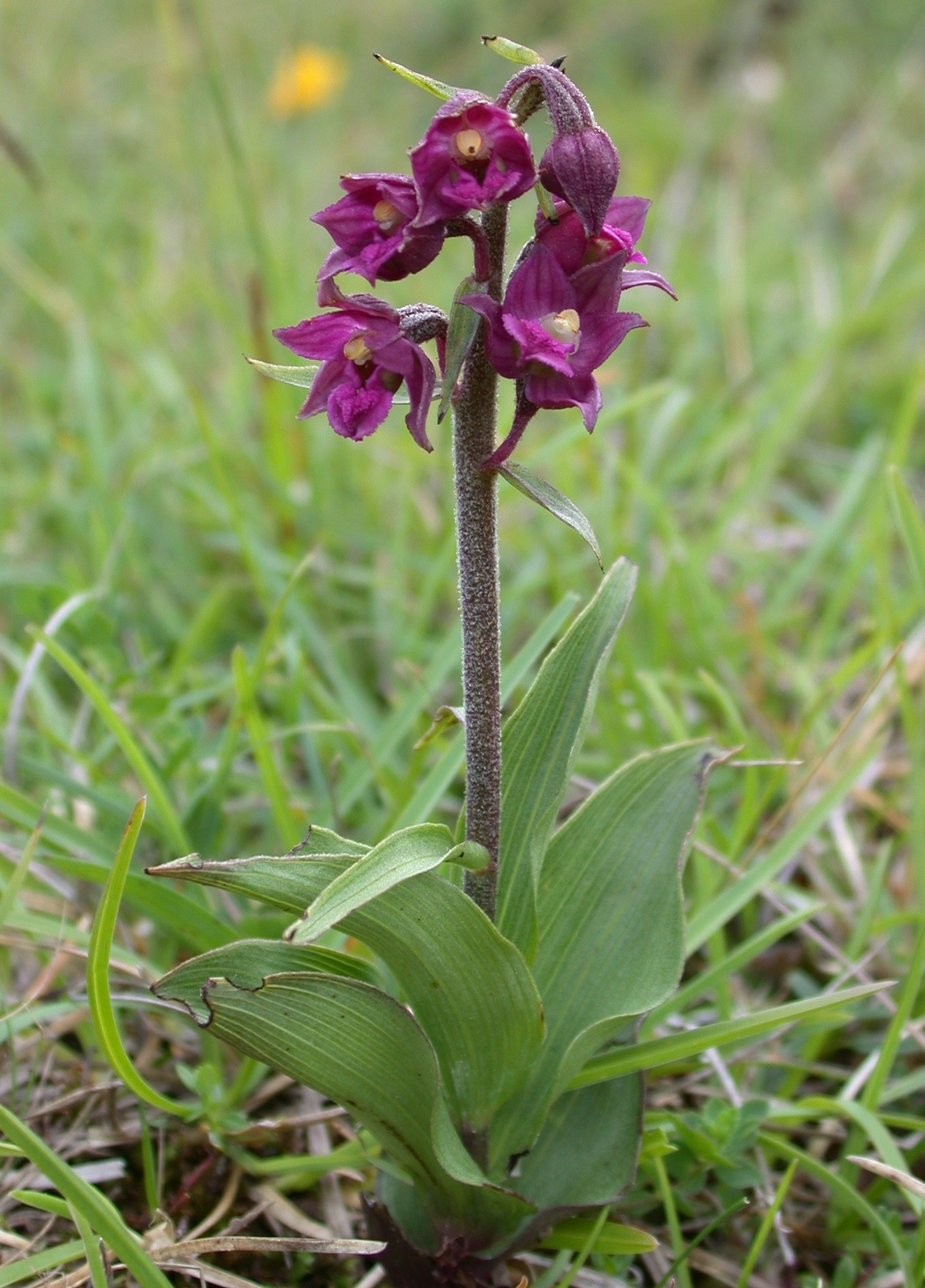
Дремлик тёмно-красный (Epipactis atrorubens)
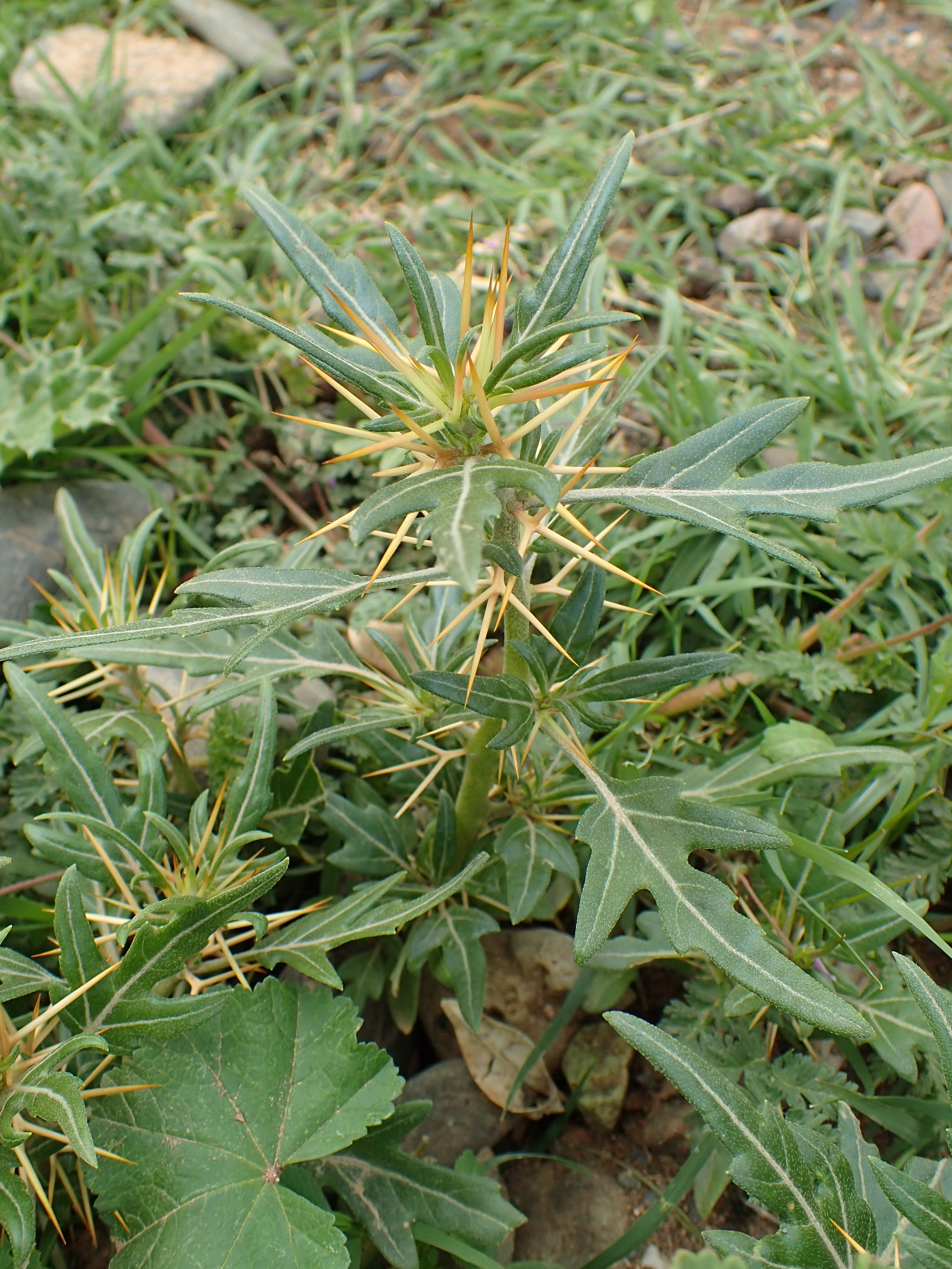
Дурнишник колючий (Xanthium spinosum)
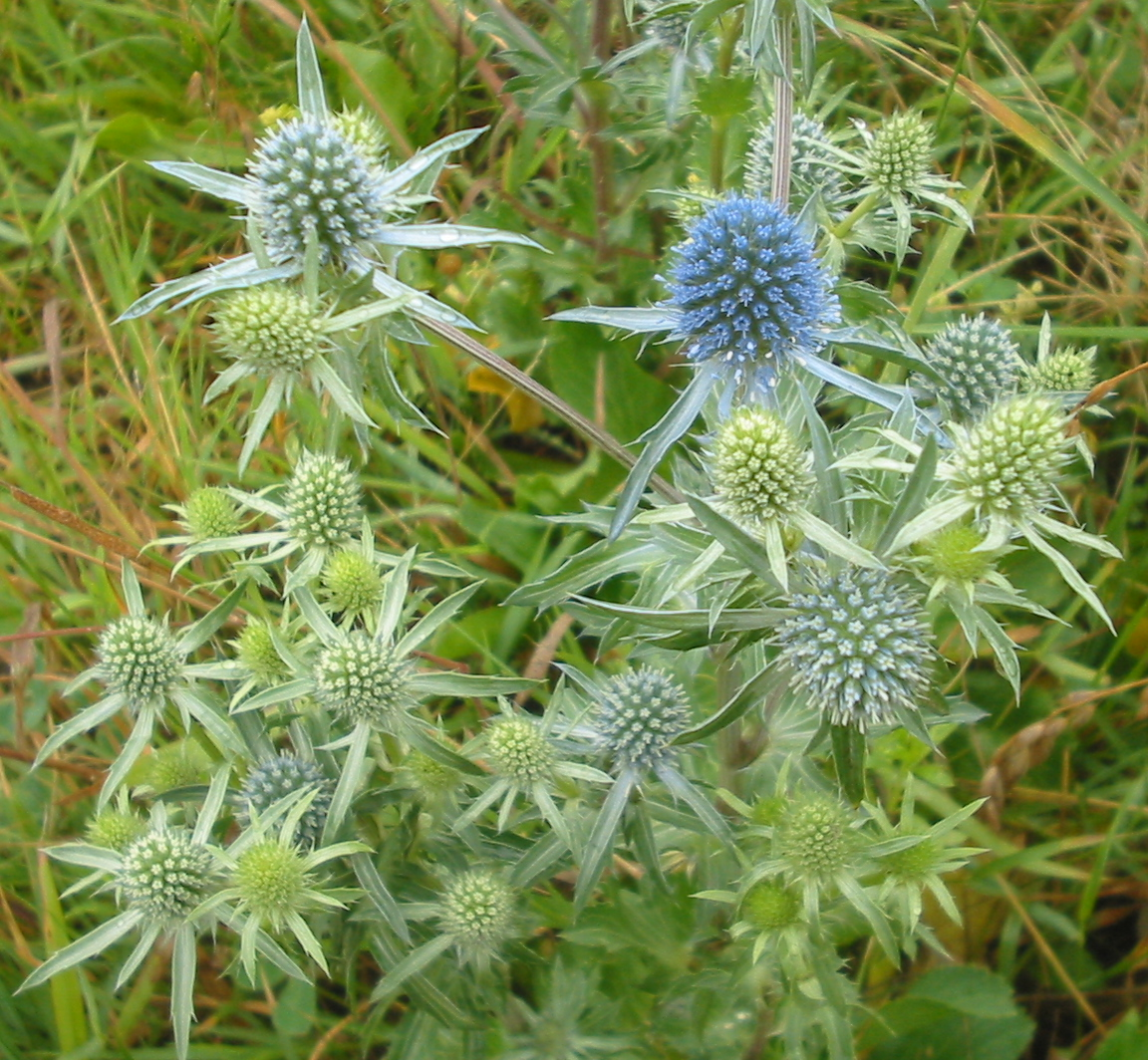
Синеголовник плосколистный (Eryngium planum)
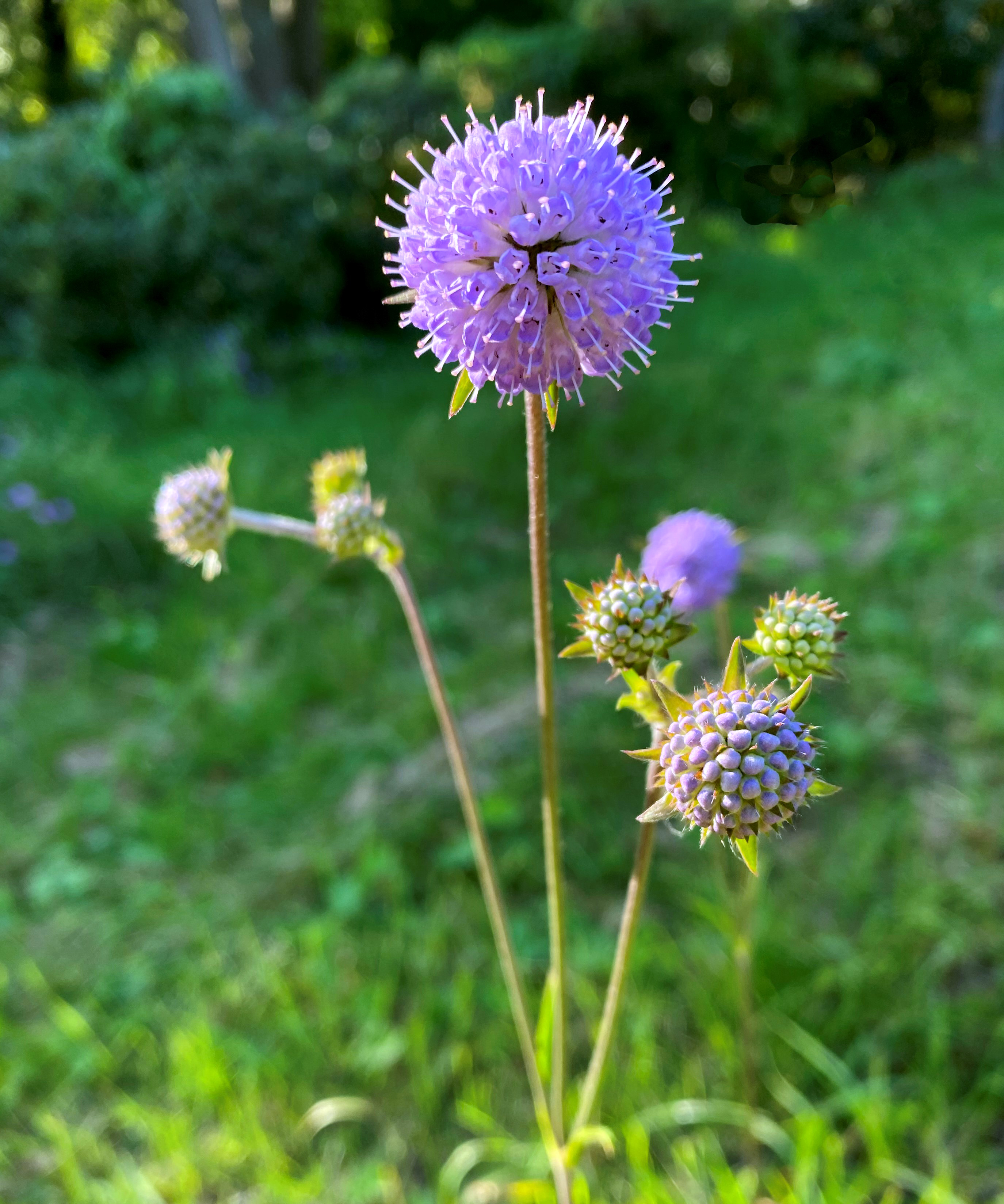
Сивец луговой (Succisa pratensis)
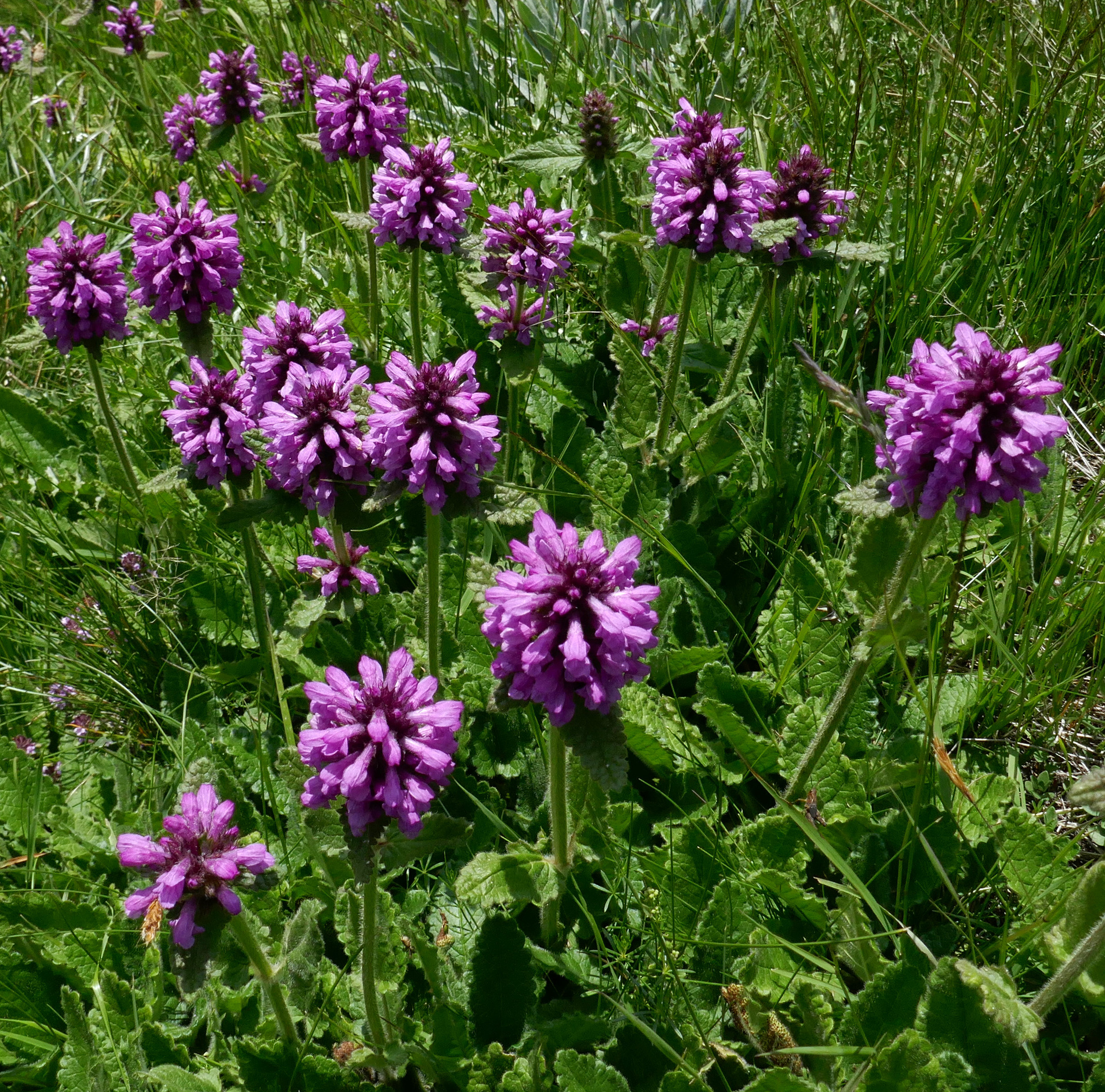
Буквица лекарственная (Betonica officinalis)
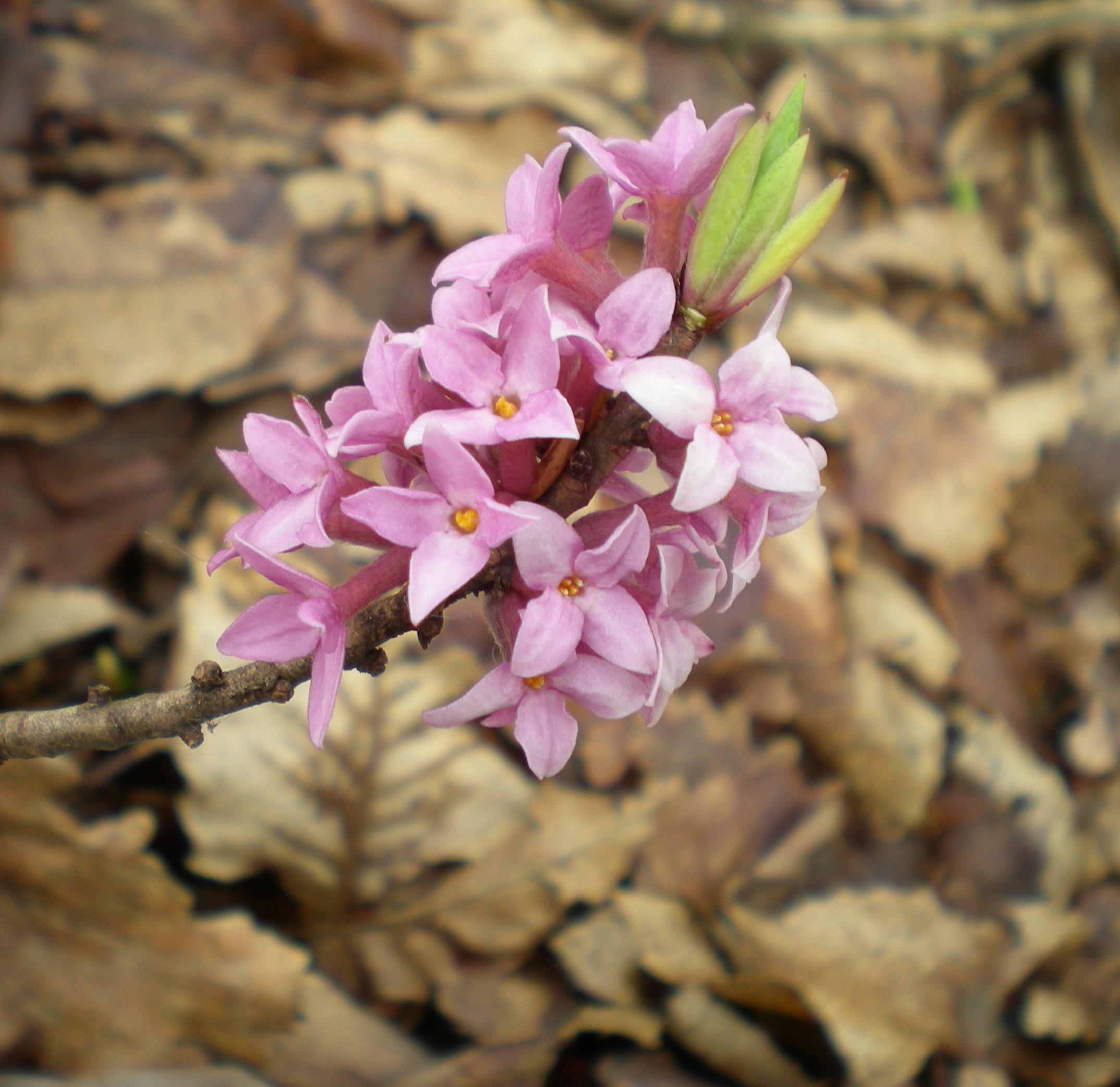
Волчеягодник обыкновенный (Daphne mezereum)